# Gunnar Mergner
Gunnar Mergner (* 21. Mai 1977 in Nürnberg) ist ein deutscher Moderator und Journalist.

## Leben
Nach Abitur und Zivildienst arbeitete er ein Jahr für die Nürnberger Abendzeitung. Von 1998 bis 2001 besuchte Mergner die Deutsche Journalistenschule und studierte bis 2003 an der Ludwig-Maximilians-Universität München.
Von 2003 bis 2007 gehörte er zur Redaktion Kino Kino des Bayerischen Fernsehens, für die er Filmkritiken und Porträts drehte und von den Filmfestivals in Venedig und Cannes, vom Filmfest München und den Hofer Filmtagen berichtete.
Von 2006 an moderierte Gunnar Mergner mit Carolin Matzko das Jugendformat Blaateen auf BR-alpha. Diese Doppelmoderation wurde beim Nachfolgeformat freiraum fortgesetzt. 2008 wechselte Mergner zusammen mit Carolin Matzko zum werktäglichen Wissensformat X:enius auf arte. Seit 2013 ist Gunnar Mergner außerdem Moderator von Faszination Wissen im Bayerischen Fernsehen.
Gunnar Mergner ist Autor mehrerer Fernseh-Dokumentarfilme.
Er ist verheiratet und lebt in München.